# Figulus mediocris
Figulus mediocris es una especie de coleóptero de la familia Lucanidae.

## Distribución geográfica
Habita en Malaya, Borneo, Mindanao y Sumatra en (Indonesia).